# Quand une femme aime

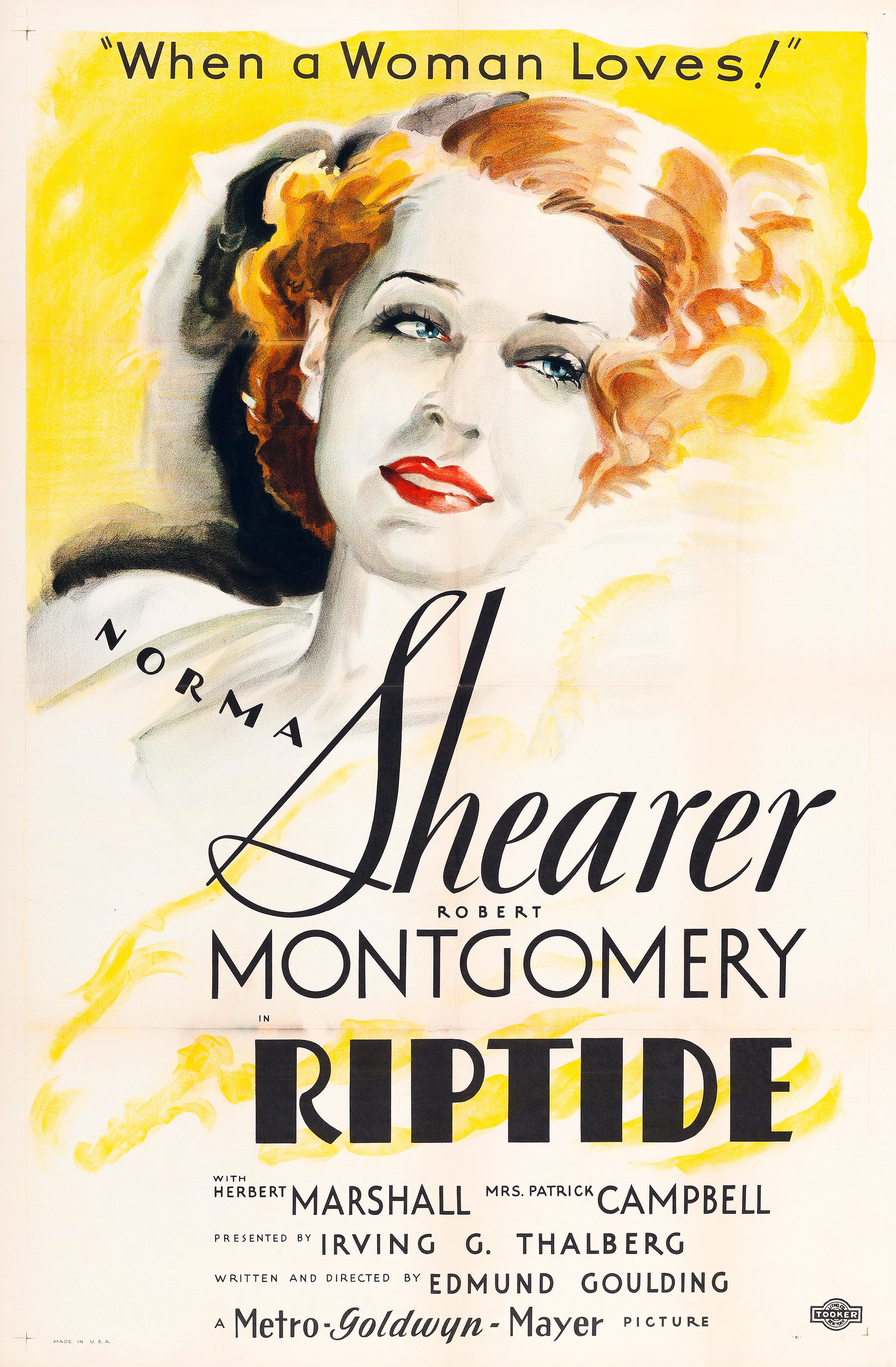
Affiche du film.

Quand une femme aime (Riptide) est un film américain pré-Code réalisé par Edmund Goulding et sorti en 1934. Il est sorti quelques mois avant que les dispositions du Code Hays soient renforcées.

## Fiche technique
- Titre original : Riptide
- Réalisation : Edmund Goulding
- Scénario : Edmund Goulding, Ben Hecht (non crédité), Charles MacArthur (non crédité)
- Producteur : Irving Thalberg
- Genre : Drame[1]
- Photographie : Ray June
- Montage : Margaret Booth
- Musique : Herbert Stothart
- Distributeur : Metro-Goldwyn-Mayer
- Durée : 92 minutes
- Date de sortie :
  - États-Unis : 30 mars 1934

## Distribution
- Norma Shearer : Lady Mary Rexford
- Robert Montgomery : Tommie Trent

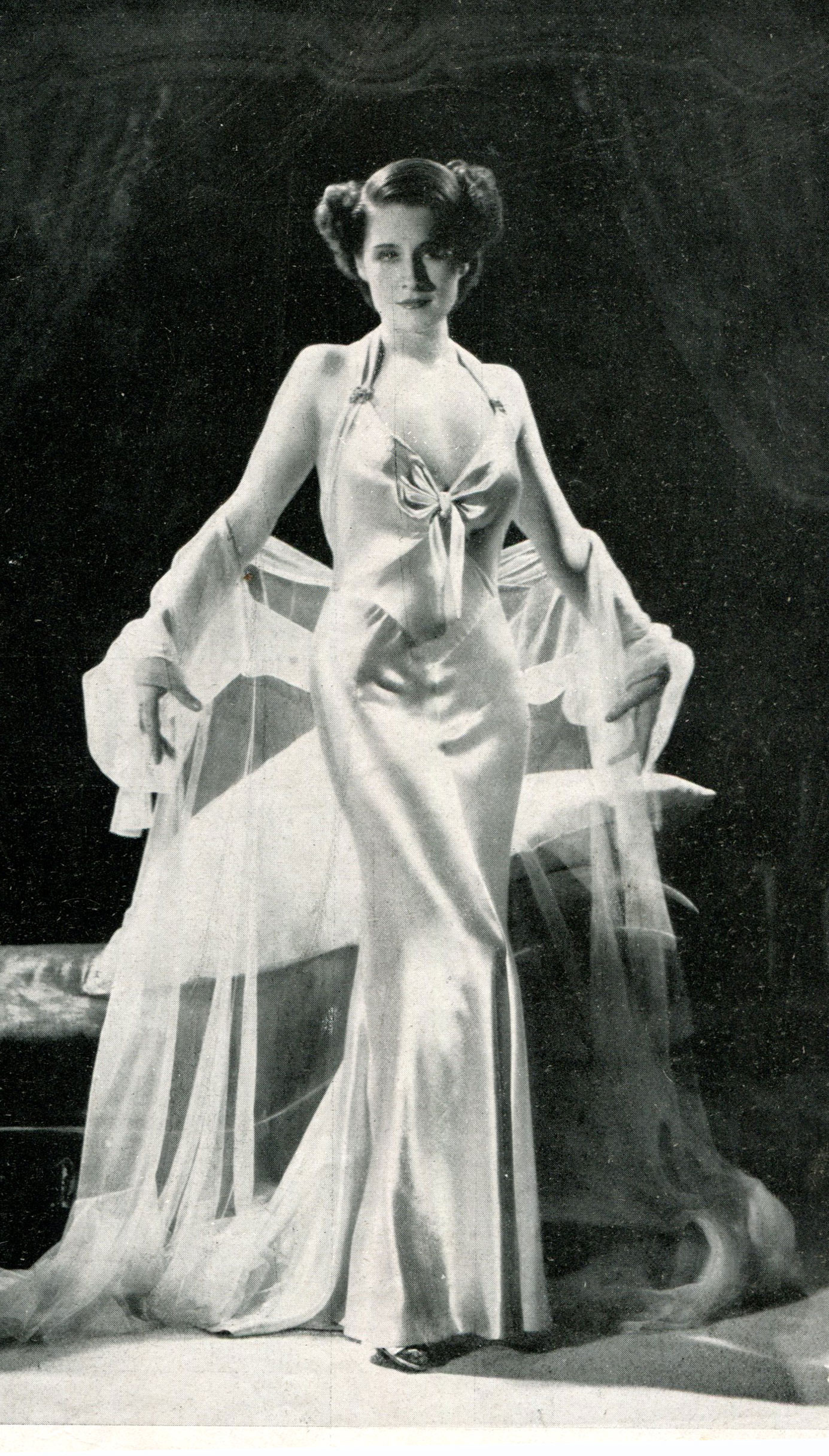
Norma Shearer dans Riptide

- Herbert Marshall : Lord Philip Rexford
- Mrs. Patrick Campbell : tante Hetty Riversleigh
- Richard "Skeets" Gallagher : Erskine
- Ralph Forbes : David Fenwick
- Lilyan Tashman : Sylvia Wilson
- Arthur L. Jarrett : Percy
- Earl Oxford : Freddie Gray
- Helen Jerome Eddy : Celeste
- George K. Arthur : Bertie Davis
- Halliwell Hobbes : Bollard
- Walter Brennan : Chauffeur
- Elsa Buchanan : Daphné